# Lista de conflitos na África

Países da África que atualmente estão em conflito: Egito, Sudão, Líbia, Tunísia, Argélia, Marrocos, Somália, Uganda, Mali, Mauritânia, Níger, Nigéria, Saara Ocidental, República Democrática do Congo e Chade

Esta é uma lista completa dos conflitos na África (organizadas por país);
- Guerras entre nações africanas
- Guerras civis dentro das Nações africanas
- Guerras Coloniais / Conflitos na África
- Guerras de Independência das nações Africanas
- Conflitos secessionista / separatista da África
- Grandes episódios de violência (motins, massacres, etc) nas nações africanas.

## Argélia
- Guerra da Argélia
- Guerra Civil da Argélia
- Campanha Norte-Africana (II Guerra Mundial)

## Angola
- Guerra de Independência de Angola
- Guerra Civil Angolana
  - Batalha do Cuito Cuanavale
  - Batalha de Cassinga
  - Conflito com a FLEC

## Benim
- Expedição punitiva de Benin 1897

## Burquina Fasso
- Guerra da Faixa de Agacher

## Burundi
- Guerra Civil do Burundi

## Camarões
- eles não tiveram só impacto na segunda guerra mundial mas também em guerras civis
- segunda guerra mundial teve impacto no seu país

## Chade
- Guerra Civil no Chade:
  - Guerra civil no Chade (1965-1979)
  - Guerra civil no Chade (1979-1982)
  - Guerra civil no Chade (1998-2002)
  - Guerra civil no Chade (2005-presente) (também envolve o Sudão)
  - Guerra Líbia-Chade 1978-1987

## Comores
- Crise de Secessão de Comores
- Invasão de Anjouan de 2008

## Congo-Brazavile(República do Congo)
- Guerra Civil do Congo (Brazavile)
- Guerra Civil do Congo

## Congo-Quinxassa(República Democrática do Congo)
- Crise do Congo
  - Secessão de Catanga
  - Secessão do Cassai do Sul
- Rebelião Simba
- Invasões Shaba
  - Primeira Guerra de Shaba
  - Segunda Guerra de Shaba
- Primeira Guerra do Congo
- Segunda Guerra do Congo
  - Conflito de Ituri
  - Conflito de Kivu

## Costa do Marfim
- Primeira Guerra Civil da Costa do Marfim
- Segunda Guerra Civil da Costa do Marfim

## Djibuti
- Guerra Civil do Djibuti
- Conflito fronteiriço Djibuti-Eritreia

## Egito
- Guerra árabe-israelense de 1949
- Guerra Líbia-Egito
- Guerra Mahdista
- Campanha Norte-Africana (II Guerra Mundial)
- Guerra dos Sete Dias
- Crise de Suez
- Guerra de Yom Kippur

## Eritreia
- Primeira Guerra Ítalo-Etíope
- Segunda Guerra Ítalo-Etíope
- Campanha do Leste Africano (II Guerra Mundial)
- Guerra de Independência da Eritreia
- Guerra Etiópia-Eritreia

## Etiópia
- Campanha do Leste Africano (II Guerra Mundial)
  - Batalha de Keren
- Guerra de Independência da Eritreia
- Guerra Etiópia-Adal
- Guerra Civil da Etiópia
- Guerra Etiópia-Eritreia
- Expedição para a Abissínia de 1868
- Primeira Guerra Ítalo-Etíope
  - Batalha de Adowa
- Guerra de Ogaden
- Segunda Guerra Ítalo-Etíope
  - Batalha de Maychew

## Gabão
- Campanha da África Ocidental (Segunda Guerra Mundial)
  - Batalha do Gabão

## Gâmbia
- Guerra da Gâmbia
- Guerra Civil de Gâmbia
- Segunda Guerra de Gâmbia

## Gana
- Motins em Acra

## Guiné-Bissau
- Guerra de Independência da Guiné-Bissau
- Guerra Civil na Guiné-Bissau

## Quénia
- Campanha do Leste Africano (I Guerra Mundial)
- Campanha do Leste Africano (II Guerra Mundial)
- Revolta dos Mau-Mau (1952-1960)
- Guerra de Shifta (1963-1967)
- Crise política no Quênia (2007 – 2008)

## Lesoto
- Guerra de Basuto
- intervenção da África do Sul em Lesoto

## Libéria
- Primeira Guerra Civil da Libéria
- Segunda Guerra Civil da Libéria

## Líbia
- Guerra Civil Líbia
- Conflito Chade-Líbia
- Guerra Ítalo-Turca
- Guerra Líbia-Egito
- Campanha Norte-Africana (II Guerra Mundial)

## Madagascar
- Batalha de Madagascar (II Guerra Mundial)
- Segunda expedição de Madagáscar
- Primeira expedição de Madagáscar
- Revolta Malgaxe

## Mali
- Guerra da Faixa de Agacher
- Rebeliões Tuaregues

## Maláui
- Campanha do Leste Africano (I Guerra Mundial)

## Mauritânia
- Guerra Mauritânia-Senegal

## Maurício
- Batalha de Grand Port

## Marrocos
- Campanha Norte-Africana (II Guerra Mundial)
- Guerra do Marrocos (1859)
- Guerras do Rife
  - Guerra de Margallo (Primeira Guerra do Rife; 1893–1894)
  - Guerra do Rife (1909)
  - Guerra do Rife (1920-1926)
- Guerra das Areias
- Conflito do Saara Ocidental

## Moçambique
- Campanha do Leste Africano (I Guerra Mundial)
- Guerra da Independência de Moçambique
- Guerra Civil de Moçambique

## Namíbia
- Genocídio dos Hererós e Namaquas
- Guerra de Independência da Namíbia
- Campanha do Sudoeste da África (I Guerra Mundial)
  - Rebelião Maritz

## Níger
- Rebeliões Tuaregues

## Nigéria
- Insurgência do Boko Haram
- Conflito no Delta do Níger
- Guerra Civil da Nigéria
- Massacre de Yelwa

## Ruanda
- Guerra Civil de Ruanda
  - Genocídio de Ruanda

## São Tomé e Príncipe
- Massacre de Batepá

## Senegal
- Conflito de Casamança
- Guerra Mauritânia-Senegal
- Campanha da África Ocidental (Segunda Guerra Mundial)
  - Batalha de Dacar

## Serra Leoa
- Guerra Ndogboyosoi
- Guerra Civil de Serra Leoa

## Somália
- Cmpanha do Leste Africano (II Guerra Mundial)
- Conquista italiana da Somalilândia Britânica
- Guerra de Ogaden
- Guerra Civil da Somália
  - Guerra na Somália (2006-presente)

## África do Sul
- Guerra Anglo-Zulu
  - Batalha de Isandlwana
  - Batalha do Rorke's Drift
  - Batalha de Intombe
  - Batalha de Gingindlovu
  - Cerco de Eshowe
  - Batalha de Hlobane
  - Batalha de Kambula
  - Batalha de Ulundi
- Guerras Xhosa
- Batalha de Blood River
- Batalha de Blaauwberg
- Primeira Guerra dos Bôeres
- Segunda Guerra dos Bôeres
- Massacre de Sharpeville
- Levante de Soweto
- Guerra de fronteira sul-africana
  - Batalha de Cassinga
- Campanha do Sudoeste da África (I Guerra Mundial)
  - Rebelião Maritz
- Massacre Weenen
- Guerra Ndwandwe–Zulu

## Sudão
- Campanha do Leste Africano (II Guerra Mundial)
- Guerra Mahdista
- Batalha de Abu Klea
- Batalha de Ondurmã
- Batalha de Umm Diwaykarat
- Primeira guerra civil sudanesa
  - Rebelião Anyanya
- Segunda guerra civil sudanesa
- Conflito de Darfur
- Conflito entre Chade e Sudão
- Guerra Civil no Sudão

## Essuatíni
- Segunda Guerra dos Bôeres

## Tanzânia
- Revolta Abushiri
- Guerra Anglo-Zanzibari
- Campanha do Leste Africano (I Guerra Mundial)
- Batalha de Tanga
- Rebelião Maji Maji
- Guerra Uganda-Tanzânia
- Revolução de Zanzibar (1964)

## Togo
- Campanha da África Ocidental (Primeira Guerra Mundial)

## Tunísia
- Campanha Norte-Africana (II Guerra Mundial)

## Uganda
- Golpe de Estado na Uganda de 1971
- Operação Entebbe (1976)
- Guerra Uganda-Tanzânia (1978 - 1979)
  - Queda de Kampala (1979)
- Guerra Civil de Uganda (1982 - 1986)
- Insurgência em Uganda

## Saara Ocidental
- Guerra de Ifni
- Conflito do Saara Ocidental

## Zâmbia
- Campanha do Leste Africano (I Guerra Mundial)
- Campanha do Leste Africano (II Guerra Mundial)

## Zimbábue
- Primeira Guerra Matabele
- Chimurenga / Guerras Civis de Zimbabué
- Segunda Guerra Matabele
- Segunda Guerra Chimurenga/Guerra Civil da Rodésia

## Lista cronológica de guerras do século XXI
- 2001-presente: Guerra ao Terrorismo
  - 1997-presente: Terrorismo islâmico no Egito
  - 2002-presente: Insurgência islâmica no Magreb
  - 2002-presente: Operação Liberdade Duradoura - Chifre da África
  - 2006: Ascensão da União das Cortes Islâmicas
  - 2006 - 2009: Guerra da Etiópia na Somália
  - 2007 - atual: Operação Liberdade Duradoura - Trans Saara
  - 2009 - atual: Guerra civil islâmica na Somália
  - 2009 - atual: Insurgência na Nigéria
- 2002 - 2003: Guerra civil da Costa do Marfim
- 2003-presente: Conflito em Darfur
- 2004: Confrontos franco-marfinense de 2004
- 2004 - presente: Conflito no Delta do Níger
- 2004-presente: Guerra Civil na República Centro-Africana
- 2004-presente: Conflito de Kivu
- 2005-presente: Guerra Civil no Chade
- 2005 - 2008: Insurgência no Monte Elgon
- 2007-presente: Segunda Revolta Tuaregue
- 2007 - 2008: Crise queniana
- 2008: Invasão de Anjouan de 2008
- 2008: Conflito fronteiriço Djibuti-Eritreia